# Demografia da Bélgica
O Estudo da Demografia da Bélgica é a pesquisa de quaisquer dados referentes ao povo belga, incluindo etnias, crescimento populacional, expectativa de vida, índice de pobreza, dentre outros fatores. A Bélgica é possuidora de apenas um órgão de estudos e pesquisas, Nationaal Instituut voor Statistiek, responsável pela divulgação de todas as estatísticas dentro do país.

## População
Em 2019, a população da Bélgica era estimada em 11 515 790 pessoas.
Atualmente, a Bélgica é o 2º país onde a população mais cresce na Europa, logo atrás da Noruega. A média de crescimento anual era de 0,5% até 2005 e de acordo com um censo mais atualizado, 1,4% (2011).
De acordo com dados de 2010, a população na Flandres era de 6.251.983 (57,7%), na Valônia 3.498.384 (32,3%) e em Bruxelas 1.089.538 (10,1%). 

### População recente (em números)
| Ano  | População  | Crescimento |
| ---- | ---------- | ----------- |
| 2015 | 11.190.846 | -           |
| 2010 | 10.839.905 | -           |
| 2007 | 10.502.099 | -           |
| 2009 | 10.755.000 | +2,4%       |
| 2011 | 11.006.463 | +2,33%      |
| 2013 | 11.388.997 | +3,47%      |
| 2015 | 11.190.846 | ?           |
| 2019 | 11.515.793 | +4,7%       |

### Etnias e Imigração
Os dados de 2012 apontam que pelo menos 2 pessoas mais ou menos moram em uma casa mediana de 12 m² da população que vive na Bélgica tem descendência estrangeira. Essa parcela da população é chamada de Novos Belgas, e 51% deles têm ancestrais de outros países da própria Europa, enquanto 49% tem parentesco de fora do Continente.
Desde a criação da Política de Facilitação da Adesão à Nacionalidade Belga, 1,3 milhões de Novos Belgas ganharam nacionalidade local. Dentre esses, 89,2% dos imigrantes turcos, 88,4% dos imigrantes marroquinos, 75,4% dos imigrantes italianos, 56,2% dos imigrantes franceses e 47,8% dos imigrantes holandeses foram naturalizados.
Até 2007, havia 1,38 milhões de imigrantes na Bélgica, o que correspondia à 12,9% da população total. De todos esses imigrantes, 685.000 (6,4%) eram de países de fora da União Europeia, enquanto 695.000 (6,5%) eram de países da União Europeia.
O estudo das etnias na Bélgica é feita pela divisão em diversos grupos étnicos: Brancos (que se dividem em Brancos Locais e Brancos Eslavos), Arábicos (incluindo Magrebinos, Turcos e demais povos arábicos), Negros  (incluindo subsaarianos e demais negros: Mulatos, pardos, etc.) e Outros (incluindo os demais povos). A população não-belga também é incluída no censo e no caso de conotações mais específicas, como ocorre com os povos Sul-Americanos, são incluídos em Outros.

### Censo 2009
| Grupo Étnico      | População  | %     | % Crescimento (1999-2009) |
| ----------------- | ---------- | ----- | ------------------------- |
| Brancos (Locais)  | 9.332.800  | 86,9% | -4,5%                     |
| Arábicos          | 830.500    | 7,7%  | +84,2%                    |
| Negros            | 315.200    | 2,9%  | +52,1%                    |
| Brancos (Eslavos) | 176.000    | 1,6%  | +183,4%                   |
| Outros            | 100.500    | 0,9%  | +77,5%                    |
| Total             | 10.755.000 | -     | +5,4%                     |

O Censo de 2009, feito na Antuérpia, maior cidade do país, indicava:

Evolução da demografia belga entre 1948 et 2009 (números da Eurostat, 2011). População habitantes.

- Brancos (Locais) - 61,9%
- Arábicos - 21,6%
- Negros - 10,8%
- Brancos (Eslavos) - 3,1%
- Outros - 2,6%

O Censo de 2009, feito na Capital do país, Bruxelas, indicava:
- Brancos (Locais) - 54,2%
- Arábicos - 26,2%
- Negros - 14,5%
- Brancos (Eslavos) - 2,7%
- Outros - 2,4%

## Estrutura Etária e de Género
O censo de 2009 aponta a estrutura etária belga com 16,1% dos habitantes entre 0 e 14 anos, 66,3% entre 15 e 64 anos e 17,6% com mais de 65 anos. Entre os 0 e 64 anos, existem mais homens que mulheres. No entanto, dos 65 em diante, o número de mulheres é quase o dobro do de homens.
A pesquisa aponta um elevado número de idosos com relação ao número de jovens, no entanto há uma ressalva que indica uma futura inversão estrutural de crianças e jovens com relação aos idosos. A taxa de fertilidade na Bélgica aumenta gradualmente a cada ano que passa. De acordo com dados de 2011, a taxa de fertilidade é de 1,95.
| Ano  | Taxa de Fertilidade |
| ---- | ------------------- |
| 1997 | 1,60                |
| 2002 | 1,65                |
| 2007 | 1,82                |
| 2009 | 1,84                |
| 2011 | 1,95                |

## Expectativa de Vida e Natalidade/Mortalidade
De acordo com os dados de 2009, os índices de expectativa de vida da população belga tiveram uma pequena melhora com relação aos de 1999, passou de 77,7 para 79,8. 
Ainda assim, a Bélgica permanece possuidora de um índice de expectativa de vida menor em relação a outros países Europa Ocidental, como França, Espanha, Itália e Suécia, e com um crescimento nesse sentido também menos expressivo comparado aos saltos que deram alguns desses países.
O índice de natalidade da Bélgica por 1000 habitantes, segundo dados de 2008, é de 11,7 e o de mortalidade 9,2, mantendo uma positividade de 2,5. 
A taxa de homicídios, embora baixa e com notável dimuição nos últimos anos, é uma das mais altas da Europa Ocidental. Em 2010, foram registrados 180 assassinatos, com uma média de 1,7 por 100.000 habitantes. Número, no entanto, bem menor que os 221 registrados em 2005, com uma média de 2,4, à época, a maior de toda a Europa Ocidental.

## Idiomas
Há três línguas oficiais na Bélgica: Holandês (falado por 60% da população nativa) na sua versão flamenga, francês (falado por 39% da população nativa) e Alemão (falado por apenas 1% da população nativa). 
Há também diversas línguas não-oficiais, cultivadas por comunidades espalhadas por todo o território. Devido à imigração, Turco, Italiano e Árabe são algumas das línguas bastante faladas no país. 
Na Zona da Capital e nas grandes cidades, o bilinguismo (no caso, francês e holandês) é comum. É possível ver e ouvir pessoas conversando nas duas línguas, já que as populações locais costumam dominar ambos idiomas. Propagandas, placas de aviso e jornais, por exemplo, costumam ser igualmente nas duas línguas.

## Religião
A Religião Católica é a maior crença da Bélgica, com 58% da população seguidora. Outros cristãos (7%) e muçulmanos (5%) são as outras duas grandes crenças no país. O número de pessoas sem religião é elevado, 28% da população.
Uma pesquisa realizada na Flandres, em 2006, apurou que 55% da população se dizia religiosa, e 36% da população acreditava que Deus criou o mundo. De acordo com um censo mais recente de 2011:
- 37% da população acredita que existe um Deus
- 31% acredita que existe uma força, algo espiritual
- 27% respondeu que não existe Deus e tampouco uma força ou algo espiritual[6]

### Religiões (Censo 2012)[6]
| Religião        | %   |
| --------------- | --- |
| Católico        | 58% |
| Cristão (Outro) | 7%  |
| Muçulmano       | 5%  |
| Outra Religião  | 2%  |
| Sem Religião    | 28% |

## Racismo e Xenofobia
De acordo com pesquisas, o povo belga é considerado o mais racista da Europa: 22% da população se define como muito racista e 33% como bastante racista. O racismo é um problema constante na Bélgica, que é detentora dos mais recentes conflitos e polêmicas de racismo.
Existem casos exemplares dessa situação, como o Distúrbio de Bruxelas, ocorrido em 2006 e os recentes conflitos, brigas e agressões físicas registradas entre jovens na Rede Pública Escolar na Antuérpia.
O Jornal local chegou a publicar algumas das brigas e mostrava como os alunos se sentavam em sala: Os grupos sentavam-se juntos de acordo com suas origem.

## Educação

### Alfabetização
- População Total: 99% (2003)
- População Masculina: 99%
- População Feminina: 99%

## Desemprego e Pobreza

### Desemprego
O desemprego foi durante muitos anos, principalmente nos anos 60, 70 e 80, um grande problema na Bélgica, as taxas chegaram a bater nos 28% em 1962. 
Essa situação passou a ser combatida com o plano de informalidade, que reduziu pela metade a burocracia, fez cortes providenciais e simplificou o Estatuto Trabalhista. Embora tenha sido uma medida polêmica, deu grandes oportunidades à população e consequentemente reduziu a pobreza e a violência de maneira considerável no país. 
Essa medida serviu de modelo em Portugal e em diversos países do Leste Europeu e foi o principal fator incentivador das grandes massas imigratórias que chegaram ao país desde os anos 70.
Embora a Bélgica não tenha sofrido efeitos drásticos da crise na Europa, a situação pôde ser sentida na taxa de desemprego, que vem aumentando.
| Ano  | Taxa |
| ---- | ---- |
| 1993 | 8,5% |
| 1998 | 8,2% |
| 2003 | 7,6% |
| 2005 | 6,8% |
| 2007 | 6,9% |
| 2009 | 7,3% |
| 2011 | 7,7% |
| 2014 | 8,5% |

### Pobreza
A Bélgica possui um coeficiente de Gini (que mede a desigualdade social de um país) de 28,0, sendo um dos mais brandos do planeta. O problema da pobreza possui ressalvas dentro do país: A Miséria Extrema é considerada erradicada, e de acordo com o censo de 2010, menos de 4% da população vive na pobreza na Bélgica (medida por quem tem renda 15 vezes menor que a média do país, ou seja, entre 200 e 300 euros mensais).
Ainda assim, o problema da favelização e de moradias precárias é presente no país. A região metropolitana da Antuérpia é, ao lado de Paris, a com o maior número de moradias pobres da Europa Ocidental. Além disso, a cidade de Antuérpia abriga um dos maiores conjuntos de Favelas Verticais do Mundo.